# Mayakoba Golf Classic
Le Mayakoba Golf Classic est un tournoi de golf du PGA Tour qui se joue à Riviera Maya.
D'abord organisé en février de 2007 à 2012, il est déplacé au mois de novembre à partir de 2013 et comptabilisé pour la saison suivante.

## Palmarès
| Année                                          | Vainqueur                                      | Score                                          | Écart                                          | Deuxième(s)                                    |
| World Wide Technology Championship at Mayakoba | World Wide Technology Championship at Mayakoba | World Wide Technology Championship at Mayakoba | World Wide Technology Championship at Mayakoba | World Wide Technology Championship at Mayakoba |
| ---------------------------------------------- | ---------------------------------------------- | ---------------------------------------------- | ---------------------------------------------- | ---------------------------------------------- |
| 2022                                           |                                                |                                                |                                                |                                                |
| 2021                                           | Viktor Hovland (2)                             | 261 (−23)                                      | 4 coups                                        | Carlos Ortiz                                   |
| Mayakoba Golf Classic                          |                                                |                                                |                                                |                                                |
| 2020                                           | Viktor Hovland                                 | 264 (−20)                                      | 1 coup                                         | Aaron Wise                                     |
| 2019                                           | Brendon Todd                                   | 264 (−20)                                      | 1 coup                                         | Adam Long Carlos Ortiz Vaughn Taylor           |
| 2018                                           | Matt Kuchar                                    | 262 (−22)                                      | 1 coup                                         | Danny Lee                                      |
| OHL Classic at Mayakoba                        |                                                |                                                |                                                |                                                |
| 2017                                           | Patton Kizzire                                 | 265 (−19)                                      | 1 coup                                         | Rickie Fowler                                  |
| 2016                                           | Pat Perez                                      | 263 (−21)                                      | 2 coups                                        | Gary Woodland                                  |
| 2015                                           | Graeme McDowell                                | 266 (−18)                                      | Playoffs                                       | Jason Bohn Russell Knox                        |
| 2014                                           | Charley Hoffman                                | 267 (−17)                                      | 1 coup                                         | Shawn Stefani                                  |
| 2013                                           | Harris English                                 | 263 (−21)                                      | 4 coups                                        | Brian Stuard                                   |
| Mayakoba Golf Classic                          |                                                |                                                |                                                |                                                |
| 2012                                           | John Huh                                       | 271 (−13)                                      | Playoffs                                       | Robert Allenby                                 |
| Mayakoba Golf Classic at Riviera Maya-Cancun   |                                                |                                                |                                                |                                                |
| 2011                                           | Johnson Wagner                                 | 267 (−17)                                      | Playoffs                                       | Spencer Levin                                  |
| 2010                                           | Cameron Beckman                                | 269 (−15)                                      | 2 coups                                        | Joe Durant Brian Stuard                        |
| 2009                                           | Mark Wilson                                    | 267 (−13)                                      | 2 coups                                        | J. J. Henry                                    |
| 2008                                           | Brian Gay                                      | 264 (−16)                                      | 2 coups                                        | Steve Marino                                   |
| 2007                                           | Fred Funk                                      | 266 (−14)                                      | Playoffs                                       | José Cóceres                                   |